# Найкраща дорога нашого життя
Найкраща дорога нашого життя (рос. Лучшая дорога нашей жизни) — радянський трисерійний телефільм 1984 року, знятий режисером Олександром Воропаєвим на Творчому об'єднанні «Екран».

## Сюжет
Фільм розповідає про початок будівництва Байкало-Амурської магістралі. У центрі оповідання — образ комсомольського ватажка Фелікса Прудникова.

## У ролях
- Борис Невзоров — Фелікс Олександрович Прудников
- Любов Чиркова-Черняєва — Тоня
- Олександр Новиков — Григорій Ткач
- Олександр Феклістов — Володимир Гордєєв, бригадир
- В'ячеслав Невинний — Іван Георгійович Єгоров, начальник оперативного штабу будівництва
- Віктор Фокін — боцман, будівельник Іван Степанович Кузнецов
- Олександр Силін — Пєтухов
- Сергій Присєлков — Інокентій Шумков
- Андрій Альошин — Микола Спєхов
- Юрій Шликов — Єрофєїч, директор ліспромгоспу
- Євген Шутов — Федір Олексійович Кузнецов
- Микола Олялін — Фролов, Андрійович, начальник мехколони
- Борис Коростельов — Дронов
- Леонід Муратов — Равіль
- Мартиньш Калниньш — Владас
- Всеволод Хабаров — Кондрат
- Сергій Яковлєв — Петро Петрович Єрохін
- Олександр Галибін — Андрєєв, інженер-будівельник
- Світлана Хілтухіна — Майя
- Анна Твеленьова — Тамара
- Наталія Волкова — Ольга
- Наталія Молокіна — Міла
- Георгій Назаренко — Гольцов
- Наталія Швець — Хохлова, чергова станцією
- Євген Супоньов — постачальник
- Валентина Хмара — секретарка директора ліспромгоспу
- Юрій Сучков — Юра Сучков, шофер
- Є. Журавльов — епізод
- Г. Агєєв — епізод
- Федір Гаврилов — токар з Краснодара
- Андрій Калашников — токар з Краснодара
- Тетяна Корецька — епізод
- Олена Антонова — телефоністка
- Л. Новикова — епізод
- Юрій Соловйов — епізод
- Олена Михайлова — епізод
- Михайло Богдасаров — епізод
- В. Зайцев — епізод
- М. Іжевський — епізод
- Ю. Подоляк — епізод
- Олексій Мокроусов — епізод

## Знімальна група
- Режисер — Олександр Воропаєв
- Сценарист — Віктор Левашов
- Оператор — Борис Дунаєв
- Композитор — Ігор Єфремов
- Художник — Іван Тартинський